# Federatie van Mondiale en Democratische Organisaties
De Federatie van Mondiale en Democratische Organisaties vzw (FMDO) is de koepelorganisatie ter ondersteuning van verenigingen van mensen met een migratieachtergrond. De FMDO is erkend als sociaal-cultureel volwassenenwerk door de Vlaamse overheid. Doelstelingen:
- meer participatie en volwaardig burgerschap van mensen met een migratieachtergrond;
- emancipatie van mensen met een migratieachtergrond:
- stimuleren van samenleven van individuen vanuit een respectvolle houding voor elkaars eigenheid en identiteit in een superdiverse samenleving.
- bijdragen aan een warme samenleving door het faciliteren van solidariteitsinitiatieven van verenigingen van mensen met een migratieachtergrond.

## Geschiedenis
In 1979 werd Almanar vzw opgericht om vorming en computerlessen te geven aan Marokkaanse nieuwkomers in Brussel. Na Zwarte Zondag in september 1991 dienden de leden een aanvraag in om erkend te worden als Federatie van Marokkaanse Organisaties. De eerste aangesloten verenigingen bestonden uit Marokkaanse vrijwilligers van de eerste generatie. In 1995 werd de Federatie Marokkaanse Democratische Organisaties (FMDO) opgericht waarvan het Belgisch Staatsblad de statuten publiceerde op 14 maart 1996. Filosoof Tarik Fraihi, medestichter van vzw Kif Kif, werkte voor de federatie van 2000 tot 2003. In 2007 kreeg de M in FMDO de dubbele betekenis van zowel Marokkaans als Mondiaal en verwelkomde de federatie dus verenigingen met zeer diverse migratieachtergronden.De FMDO ontving de Vlaamse Cultuurprijs voor Sociaal-Cultureel Volwassenenwerk 2013.

## Lidorganisaties
De FMDO telt meer dan 200 leden in Antwerpen, Brussel, Vlaams-Brabant en West-Vlaanderen.
| Brussel - ACVMB vzw - Alafia vzw - Alcantara - Allochtone ouderen - Almanar vzw - Amome - Ardaps - Assada - Assavoc - Attawasoel - Belgisch-Marokkaanse Forum - Brussels Puja committee - Dar el ward vzw - De zonneschijn van het zuiden - Déclik vzw - Dialoog - Diastode - Divers groen - Droujba vzw - Free Media - FIREFEC BANDUNDU - Green Hope Somalie - Hadjats Club - Hay Essalem - Hiwar - Internationale centrum voor informatie en sociale ontwikkeling - Iraanse vzw - Kameroenees Huis - Kif Kif vzw - Kunst en diversiteit - L'eau pour tous - Le Conakry + - Libyan Working Group België - Lumina | - Maroxellois - Medibel - Merhaba - Promocam - Raad van Afrikaanse en Europese jongeren - RC Schaarbeek - Reële Vrede - Sa.Co.Mab - SAG - Sopa - Studio Dounia - Tefersite Solidarity in Europe - Tifawin - Touba - Vereniging Afrikaanse Solidariteit - VOOBSA - Vrouwen aan zet - Welp van Marokko - Zenne1 Vlaams Brabant - Agraw Imazighen - Al Daliel - BAWASA - Christelijke Unie vzw - Kiese vzw - Magar Morcha - Marokkaans cultureel centrum - Nepali Muslim Society Belgium - Noord Afrikaanse culturele vereniging - Kul Marokkaanse studentenorganisatie - Nigeriaanse Progressieven in Leuven MCC - To Diest - VOZ vzw | Antwerpen - Attafsier - Darwish vzw - De Stem vzw - Diwan - Essalam - Eshtaar-Art - Ukwezi vzw - Union West Africa - Immigrartist - Iyad vzw - Jomosa International Federation vzw - Namna Concept vzw - Nana Kids - Salaam - Salam - SCV - Soedanese vereniging Antwerpen vzw - Vrienden van Palestina - Rama vzw - RTYC vzw - Sensla - Werkgroep voor maatschappelijke actie en vorming - Zuil van de waarheid Limburg - Assafa - Belgische stichting voor weeskinderen in Marokko vzw - HOOP - Insjam - ProCreate | West Vlaanderen - Afrika Lisanga - Angola Diaspora - Amorga - Bhighani - Carthago Hannibal - Centrum voor de verspreiding van de Congolese kennis en cultuur - Comité de Développement du Cameroun - E.K.M.Z.P.E vzw - Everest Nepali Society, Brugge - Getoux vzw - Glimlach van de hoop - Herat België - Kaatib - Lisanga - Maman au secours vzw - be you-nited (Meisjeswerking empowerment Waregem) - Mama Oostende - Minzambi vzw - Momo - Multi Mundo - Nepali Samudaye Oostende - Nsanga - Nyota vzw - Odua Solidarity vzw - Orphan's Castle - Osab vzw - Pamir - Pensador - Rahmaan Isaac Foundation vzw - Shanti - Solidarité Africaine de Courtrai - International Kirant Society Belgium - Verenigde culturele stichting vzw - Vrienden van Kongo vzw - Yaakaare |